# Rockola (álbum)
Rockola es el título del quinto álbum grabado en estudio de la cantante brasilero-venezolana Elisa Rego el cual fue presentado en su momento, la sala de conciertos del Centro Cultural Corp Banca el día sábado 24 de octubre del 2009. Esta producción discográfica solo sale publicada al mercado únicamente en formato de disco compacto.
Como su título nos lo sugiere, el álbum en sí viene a ser una recopilación de un total de diez canciones nostálgicas del acervo musical latinoamericano abarcando diversas épocas, escogidas—si se quiere—bajo un estricto criterio de selección; pero con el añadido de que se le han dado atmósferas en clave de soul y rhythm and blues. La misma Elisa afirma que desde siempre le ha gustado el soul y que ha sido base importante para ella en su forma de cantar, admiradora además de Aretha Franklin, Billie Holiday, Tina Turner y, Annie Lennox
La intención del disco era lograr un sonido al estilo Motown; pero conservando al mismo tiempo ese toque latinoamericano tan característico. En el álbum se pueden encontrar canciones que fueron ícono de cantantes como Rocío Dúrcal, Roberto Carlos, Estelita del Llano, Los Ángeles Negros, Javier Solís entre otros.
Como primer sencillo promocional en la radio se extrae de este disco el tema "Nuestro juramento", canción interpretada originalmente por Julio Jaramillo.

## Grabación del álbum
El proyecto inicial para la realización de este álbum era grabar un disco de boleros; pero tras 'una noche de karaoke'—según Croes—con un grupo de amigos surgió la idea de hacer un trabajo mucho más ambicioso La etapa del trabajo de preproducción se extendió por dos años entre la selección de temas para el repertorio del álbum así como también afinando lo de otros detalles, luego de esto, y después de haber descargado ya una gran cantidad de temas que no iban para el álbum, tenían entre manos un total de 40 canciones que ya habían logrado pasar el filtro de Elisa, canciones con las cuales ella se sentía de alguna manera conectada con sus antepasados y que ahora venía arduo trabajo de tener que adaptarlas a lo que era la textura sonora del llamado Sonido Motown.

Esas canciones son parte de nuestra rockola latinoamericana y están en lo más profundo de nuestra raíz y nuestros corazones. Y por encima de todo esto, estas canciones nacieron para ser cantadas. Rindo mi humilde homenaje a esos compositores y a los artistas que las hicieron inolvidables
Tomado del artículo "Entre copas y guayabos Elisa Rego estrena "Rockola".", periódico El Universal, Caracas-Venezuela. 

La producción y los arreglos musicales de todos los temas del álbum están a cargo de Willy Croes. El álbum como tal, especialmente en lo que se refiere al proceso mismo de grabación, vino a ser un experimento osado e inédito, sin dejar de ser por ello interesante tanto para Elisa como para su esposo y productor, Willie Croes ya que la grabación fue hecha a la manera antigua, es decir, la cantante y los músicos en persona, tocando en directo dentro de la cabina de grabación. En esta forma grabar canciones utilizando un solo canal implica también el riesgo que de haber un equívoco a la hora de cantar o tocar los instrumentos, hay que detener la grabación y comenzar todo desde el principio... es idéntico a estar cantando en un concierto en vivo.
En la actualidad la mayoría de los cantantes graba las canciones usando multi-canales: Cada instrumento musical es grabado previamente a la voz del cantante y cada uno de los instrumentos se graba por separado, generalmente se comienza con el bajo y la batería que de por sí son la base de la canción y cuando ya se tienen todos los instrumentos grabados, se procede entonces a registrar lo que son las pistas de voces, tanto la voz principal que escuchamos en primer plano como lo referente a los backing-vocals que se escuchan por detrás de esta, en un segundo, tercero y a veces hasta un cuarto y quinto plano sonoro, como lo son algunas canciones realmente complejas de bandas como Queen y su Bohemian Rhapsody o más cercano a nosotros, el mismo Mecano que utilizaba mucho este recurso de grabar voces encima de otras voces (p. ej.: La estación) como si se tratase de ir armando poco a poco las capas superpuestas en una cebolla. 
Con respecto a los detalles del proceso de grabación la misma Elisa comenta lo siguiente:

La realización de "Rockola" nos tomó casi dos años, pues hicimos un minucioso trabajo de investigación y selección de cada uno de los temas que forman parte del repertorio latinoamericano de cada década. El álbum se grabó en cinta análoga con músicos en vivo y luego fue editada en digital, pues queríamos conservar el sonido original, sin aditivos... [ ]... En la actualidad muchos artistas internacionales trabajan con el llamado sonido Motown que marcó pauta entre los 50 y 60... artistas como Amy Winehouse, Nikka Costa o Raphael Saadiq. De hecho Rockola fue remasterizado por Tom Coyne, quien ha trabajado con Saadiq, pues buscábamos acercarnos a ese concepto. Es un híbrido entre la instrumentación de esa época, pero conservando el sonido latinoamericano.
Tomado del artículo "Entre copas y guayabos Elisa Rego estrena "Rockola".", periódico El Universal, Caracas-Venezuela.

## Diseño gráfico
El arte gráfico del álbum en general está muy orientado hacía lo que es la apariencia de los antros y ambientes nocturnos como cabarets. Si bien el diseño es más bien sencillo con predominancia de los tonos marrones y negros tanto en la portada del álbum como en la contraportada y en las hojas internas del libreto, no deja de tener cierto toque de decadencia elegante.
En la fotoportada vemos a Elisa vestida al estilo casino: Blusa blanca con aplicaciones de pliegues drapeados en vertical, típico de los trajes masculinos de graduación de los años 70 en EE. UU.; falda negra de cuero con tirantes y las piernas embutidas en medias de maya. Sentada en lo que parece ser una silla tapizada; la pose del cuerpo hasta las rodillas (que quedan fuera de la foto) describe la forma de una letra "V". En la parte superior de la portada su nombre y apellido—en blanco y ocre respectivamente—dispuestos como si se tratase de una sola palabra, es decir, sin espacio de separación entre ambos y justo debajo de esto el título del álbum en un tono de ocre más oscuro y con una tipografía mucho más delgada.
La foto de la contraportada es en tonos negros, beige con vetas amaderadas, así como también algunos malvas y varios tonos de azules, nos muestran a una Elisa Rego mirando al suelo y con cierta apariencia setentosa y nocturna. La foto, con cierto grado de alto contraste entre los tonos claros y oscuros, hace destacar la blancura del cabello rubio y la piel de la cantante. Del lado izquierdo de la foto se ha dispuesto el track-list del álbum.
- Fotografías: Ram.
- Maquillaje y Estilista: Wladimir Utrea.
- Diagramación: Sandro Bassi.

## Lista de canciones
| Rockola |                                                                              |                                       |          |  |
| N.º     | Título                                                                       | Escritor(es)                          | Duración |  |
| 1.      | «Nuestro juramento» (original de Julio Jaramillo)                            | Benito de Jesús                       | 3:41     |  |
| 2.      | «Sabor a nada» (original de Palito Ortega)                                   | Palito Ortega / Dino Ramos            | 3:48     |  |
| 3.      | «Tú sabes» (original de Estelita del Llano)                                  | Johny Taborda / Jhony Quiroz          | 4:03     |  |
| 4.      | «De quererte así» (original de Charles Aznavour)                             | Charles Aznavour                      | 3:39     |  |
| 5.      | «Y por tanto - Et pourttant» (original de Charles Aznavour)                  | Charles Aznavour                      | 4:23     |  |
| 6.      | «Mañana me iré» (original de Los Ángeles Negros)                             | Laura Gómez                           | 4:46     |  |
| 7.      | «La gata bajo la lluvia» (original de Rocío Dúrcal)                          | Rafael Pérez Botijo                   | 3:30     |  |
| 8.      | «Mis noches sin ti» (interpretado originalmente por Luis Alberto del Paraná) | María Teresa Marquez / Demetrio Ortiz | 4:42     |  |
| 9.      | «Cóncavo y convexo» (original de Roberto Carlos)                             | Roberto y Erasmo Carlos               | 3:09     |  |
| 10.     | «Sombras nada más» (original de Javier Solis)                                | José M. Contursi / Francisco Lomuto   | 4:11     |  |
| 39:52   |                                                                              |                                       |          |  |

## Los agradecimientos y dedicatoria
Quisiera aprovechar esta oportunidad para agradecer a Dios todopoderoso por llenar mi vida de música. A Willie Creoes por tomarme de la mano y andar conmigo por esos caminos musicales, love U.
A León José Silva y Lucía Sisiruca por creer en nosotros y hacer esos caminos posibles. A Nucho Bellomo por acompañarnos en este andar. Juan Carlos Socorro por su oído, talento y dedicación.  A Trino Jiménez por su bello arreglo de cuerdas. A Germán Landaeta por su asesoría. A todos los músicos que llenaron de notas y acordes estas canciones. A Trece por su swing y buena nota. A Juan José de Angely Boutique y a esos amigos que en noches de copas y canciones inspiraron este disco: Rafael, Mariela, Libi, Xiomara y Sarahí. A todos gracias y mil bendiciones.

Elisa.

Dedicatoria especial:

“Sombras” a Esmeé Rego de Pérez, al amor de mis padres y a mis hermanas.

Este disco está dedicado a Esmeé Rego de Pérez.
Libreto de créditos de las canciones incluido en el CD-álbum: "Rockola"

### Humilde homenaje
Una de esas noches entre amigos y copas, nos encontramos envueltos entre recuerdos nostálgicos y canciones. Sin darnos cuenta en qué momento sucedió, nos vimos entrelazados por melodías y poemas que dentro de su sencillez nos movían las entrañas y nos llenaban el corazón de momentos cálidos. De pronto estábamos cantando. ¿Y por qué ya no se escriben canciones así? Me pregunta uno de mis amigos, quien seguro pensaría que por ser yo cantante tendría una respuesta. “Realmente no lo sé”, contesté. “Creo que la forma de expresarse cambia con el tiempo”. Otra copa, otra canción. Y continuábamos riendo, cantando y hasta en algún instante alguien dejó ver una lagrimita. Y me pregunté; ¿Por qué nos unen las canciones? Porque están entre nosotros. Esas canciones son parte de nuestra rockola latinoamericana y están en lo más profundo de nuestra raíz y de nuestros corazones. Y por encima de todo esto, estas canciones nacieron para ser cantadas.

Rindo mi humilde homenaje a esos compositores y a los artistas que las hicieron inolvidables.

Elisa Rego
Libreto de créditos de las canciones incluido en el CD-álbum: "Rockola"

## Personal
- Teclados y piano: Willie Croes.
- Guitarras: Rubén Rebolledo y Hugo Fuguet (en "Nuestro juramento" y, "Sabor a nada").
- Bajo: Herry Paul (de Franco De Vita).
- Batería: Adolfo Herrera.
- Pandereta: Alferdo Álvarez "El Negro".

Arreglos de cuerda en "Cóncavo y convexo": Trino Jiménez.
Arreglos de cuerdas en "Y por tanto": Willie Croes.
- Violines: Naumarys Martínez, Luisana Rodríguez, María Antonieta Belmonte, Ismenia Molina, María Geraci, Engel Suárez y Norma Molina.
- Saxos Tenor y Barítono: Benjamín Brea.
- Trompeta. José "Cheo" Rodríguez.

Saxos en "Cóncavo y convexo" y, "De quererte así": Ezequiel Serrano.
Solo de flauta en el tema "Mañana me iré": Huáscar Barradas.
Invitado especial en "Mañana me iré": DJ Trece.
- Arreglos y producción musical: Willie Croes.
- Producción ejecutiva: León José Silva y Lucía Sisiruca.
- Mezcldo por: Juan Carlos Socorro (www.jcmixstudio.com (enlace roto disponible en Internet Archive; véase el historial, la primera versión y la última).)

Este álbum fue grabado en su totalidad en los Estudios Audio Uno, Caracas, Venezuela.
Ingeniero de grabación: Nucho Bellomo.
Masterizado en Sterling Sound N.Y.C. por Tom Coyne.